# Càmera plegable

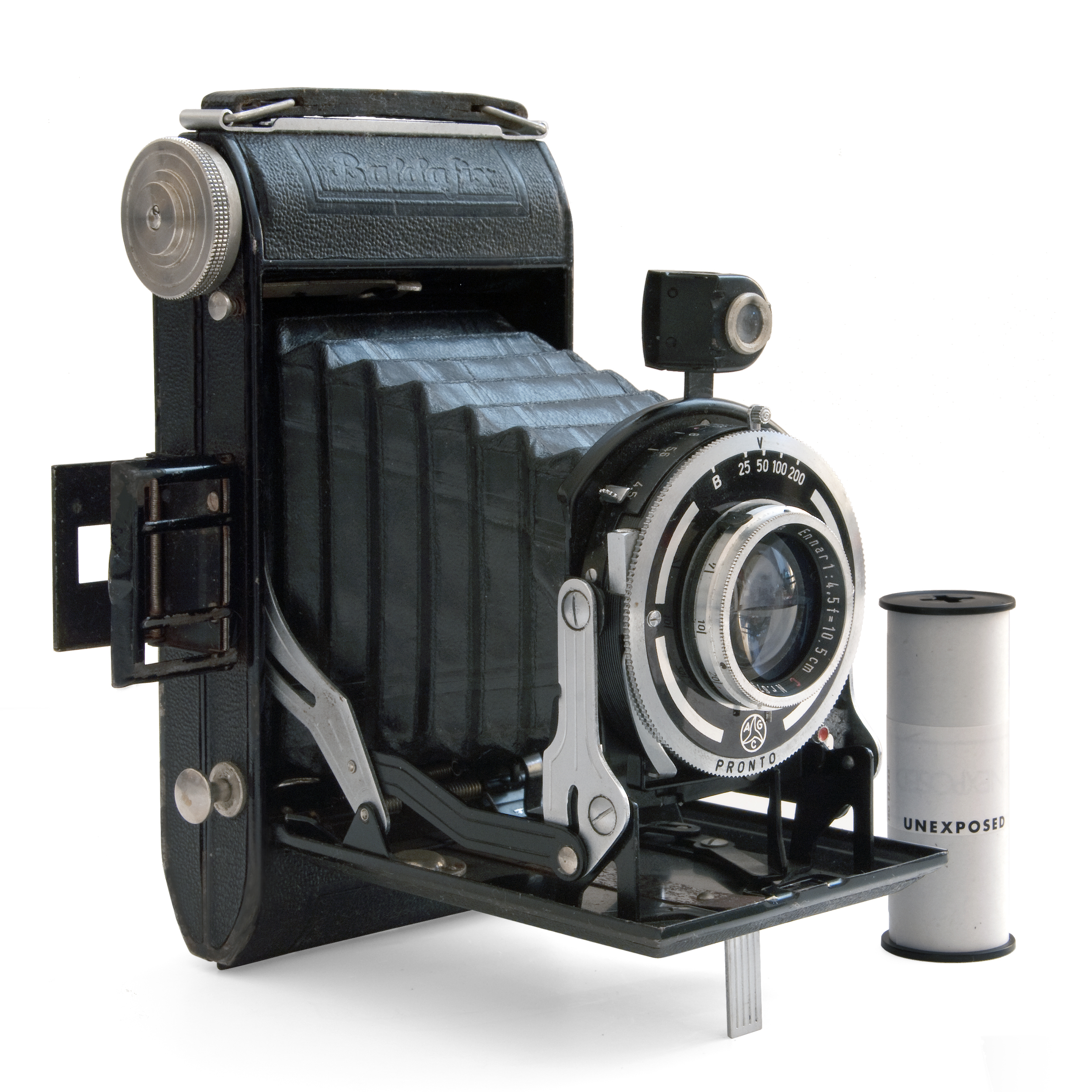
Càmera plegable Baldafix de Balda completament desplegada

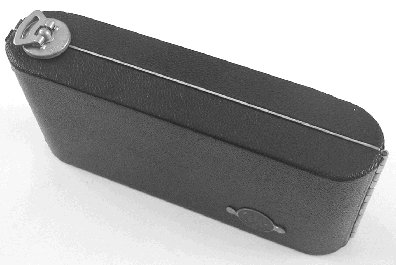
Càmera plegable completament recollida, en posició de transport o guardat

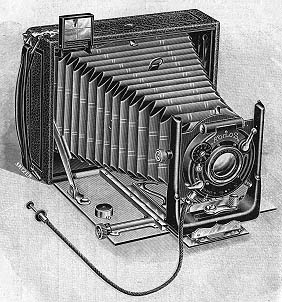
Càmera plegable horitzontal de 1907

Una càmera plegable és un tipus específic de càmera fotogràfica analògica de format molt reconeixible gràcies a la seva manxa frontal i que va tenir un gran auge entre 1890 i les primeres dècades del segle xx . La seva manxa es desplega completament per poder enfocar quan aconsegueix la seva distància focal real..

## Característiques tècniques
El gran èxit d'aquest tipus de càmeres va ser poder convertir una càmera de format mitjà, amb un negatiu d'una mida molt més gran el del típic carret universal de 35 mm, en una càmera portàtil de veritat, que ocupava poc espai i era còmoda de transportar. La pel·lícula més habitual en aquest tipus de càmeres és el format 120 amb una mida de negatius de 6 X 9 centímetres, encara que les de la primera època usaven un format una mica més reduït (4 x 5 cm)
Normalment, la lent de la càmera està fixada a la manxa. A l'interior de la manxa un pantògraf mecànic permet l'enfocament correcte. El principal avantatge de les càmeres de manxa és l'excel·lent relació entre la mida de la pel·lícula i la mida de la càmera, especialment quan estan tancades per a l'emmagatzematge. Aquesta característica és especialment beneficiosa per a pel·lícules de format gran i mitjà.

## Història
Amb els avenços tecnològics de les òptiques fotogràfiques, cap als anys 30 va començar el declivi d'aquestes càmeres i la preponderància del format de 35mm, encara que també es van seguir fabricant càmeres plegables en aquest format, com la Kodak Retina.
Durant els anys 60 la Unió Soviètica seguia fabricant càmeres plegables, i deu anys més tard algunes càmeres com la instantània Polaroid SX-70 i la Speed Graphic es van fabricar seguint aquesta tècnica.
Altres models de càmera plegable que es van fabricar a partir dels anys 70 són, per exemple:
- El model 203 de Seagull Camera, que es va fer pol·lular entre els anys 80 i 90 com a càmera barata de format mitjà.
- La Cosina Voigtländer Bessa III, disponible per als formats 120/220 (6x6 o 6x7 cm. ).